# María Torres García
María Torres García (Málaga, 22 de julio de 1997) es una deportista española que compite en karate, en la modalidad de kumite.
Ganó cuatro medallas en el Campeonato Mundial de Karate entre los años 2018 y 2023, y dos medallas de bronce en el Campeonato Europeo de Karate, en los años 2022 y 2025. En los Juegos Europeos de Cracovia 2023 obtuvo una medalla de bronce en la categoría de +68 kg.
Además, consiguió dos medallas de plata en los Juegos Mundiales, en los años 2022 y 2025.

## Palmarés internacional
| Campeonato Mundial | Campeonato Mundial          | Campeonato Mundial | Campeonato Mundial |
| Año                | Lugar                       | Medalla            | Prueba             |
| ------------------ | --------------------------- | ------------------ | ------------------ |
| 2018               | Madrid (España)             | Medalla de bronce  | Equipo             |
| 2021               | Dubái (EAU)                 | Medalla de oro     | +68 kg             |
| 2023               | Budapest (Hungría)          | Medalla de oro     | Equipo             |
| 2023               | Budapest (Hungría)          | Medalla de plata   | +68 kg             |
| Juegos Mundiales   |                             |                    |                    |
| Año                | Lugar                       | Medalla            | Prueba             |
| 2022               | Birmingham (Estados Unidos) | Medalla de plata   | +68                |
| 2025               | Chengdu (China)             | Medalla de plata   | +68                |
| Juegos Europeos    |                             |                    |                    |
| Año                | Lugar                       | Medalla            | Prueba             |
| 2023               | Cracovia (Polonia)          | Medalla de bronce  | +68 kg             |
| Campeonato Europeo |                             |                    |                    |
| Año                | Lugar                       | Medalla            | Prueba             |
| 2022               | Gaziantep (Turquía)         | Medalla de bronce  | Equipo             |
| 2025               | Ereván (Armenia)            | Medalla de bronce  | +68 kg             |